# Charco (Cabo Verde)
Charco es una localidad caboverdiana del municipio de Santa Catarina.

## Geografía
La localidad está situada en la isla de Santiago.

## Organización territorial
La localidad abarca los lugares y barrios de:
- Covão Dentro
- Djangago
- Figueira Coxo
- Lém Freire
- Loca Le (Dogoule)
- Taberna
- Terra Vermelho